# Frauenfußball Universitätssportverein Jena

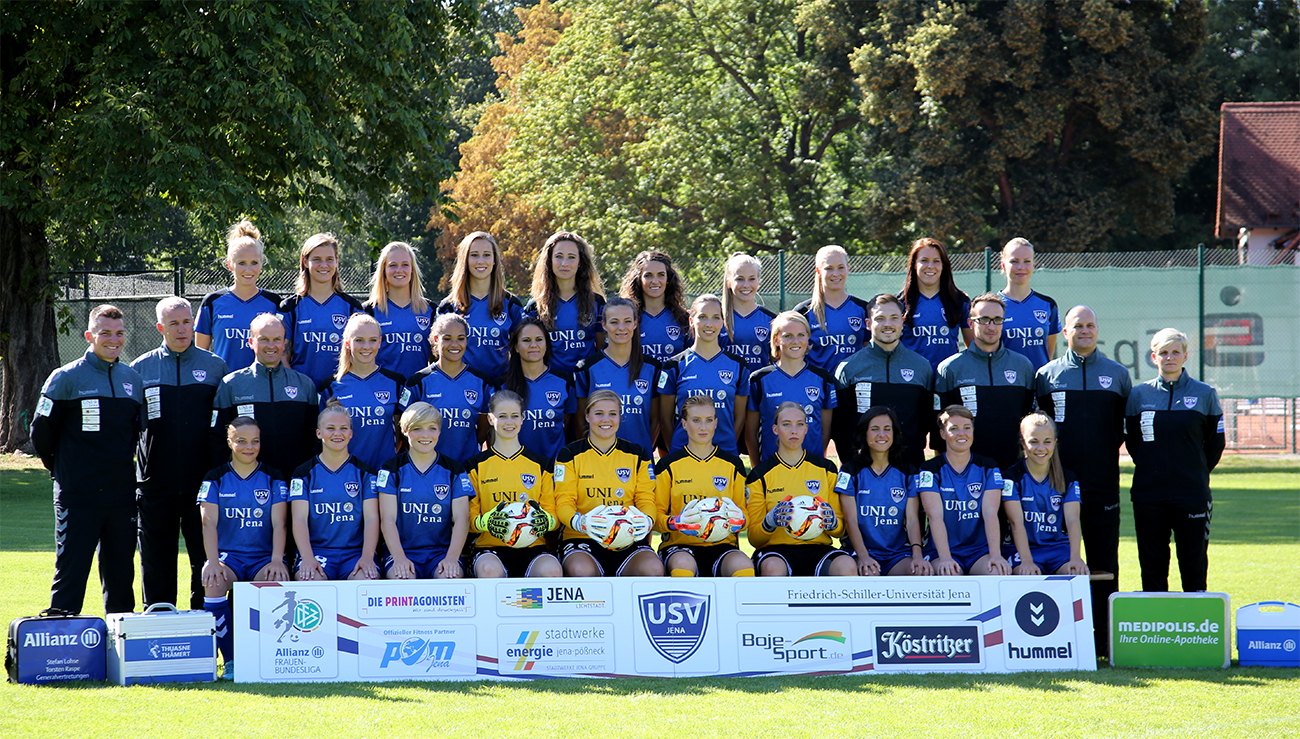
La squadra del FF USV Jena nel 2016

Il Frauenfußball Universitätssportverein Jena e. V., meglio conosciuto come FF USV Jena o semplicemente Jena, è una società calcistica femminile tedesca con sede a Jena. Fondata nel 2004, i maggiori risultati ottenuti sono un quinto posto in Bundesliga nella stagione 2013-2014 e un secondo posto nell'edizione 2009–2010 della DFB-Pokal der Frauen, la Coppa di lega femminile della Germania. Nel 2020 ha ceduto per fusione il titolo sportivo e il parco tesserate al Fußballclub Carl Zeiss Jena.

## Storia
Il club nacque come società indipendente nel 2003, separandosi dalla storica società USV Jena (Universitätssportverein Jena). Come parte dell'USV Jena vinse l'ultimo campionato di calcio della Germania Est nel 1991, venendo nello stesso anno ammesso al campionato della prima Frauen-Bundesliga della Germania riunificata. La prima stagione come società indipendente si concluse con la promozione in 2. Frauen-Bundesliga, il secondo livello del campionato tedesco femminile di calcio. Al termine della stagione 2007-2008 il club vinse il girone Süd della 2. Frauen-Bundesliga, venendo promosso in Frauen-Bundesliga. Nelle successive stagioni nella massima serie tedesca si mantenne prevalentemente nella seconda metà della classifica, raggiungendo i migliori risultati nel 2014 e nel 2016: nel 2014 conquistò il quinto posto finale, mentre nel 2016 conquistò il sesto posto finale. Uno dei maggiori risultati nella storia della società è stato il raggiungimento della finale della DFB-Pokal der Frauen nell'edizione 2009-2010. Partendo dal primo turno, raggiunse le semifinali dove sconfisse l'SG Essen-Schönebeck per 3-0 grazie a una doppietta di Genoveva Añonma, conquistando la prima finale della sua storia. In finale il 15 maggio 2010 affrontò l'FCR 2001 Duisburg al RheinEnergieStadion di Colonia davanti a un pubblico record di circa 26 000 spettatori: vinse l'FCR 2001 Duisburg grazie alla rete realizzata da Annike Krahn all'inizio del secondo tempo.

## Calciatrici

### Principali ex calciatrici
- Anna Blässe
- Christiane Gotte
- Sindy Groß
- Ivonne Hartmann
- Sandra Höhn
- Tina Kopplin
- Theresa Müller
- Anne Pochert
- Anja Pioch

- Stephanie Pompl
- Steffi Scheitler
- Sandra Schlarp
- Marlyse Ngo Ndoumbouk
- Chrystelle-Ida Ngnipoho-Pokam
- Genoveva Añonma
- Carol
- Adjoa Bayor
- Fata Salkunič

## Palmarès
- Campionato tedesco di seconda divisione: 2

2007-2008, 2018-2019
- Regionalliga Nordost: 1

2003-2004

## Organico

### Rosa 2019-2020
Rosa e numeri come da sito ufficiale.
| N. |                      | Ruolo | Calciatrice             |
| -- | -------------------- | ----- | ----------------------- |
| 1  | Germania (bandiera)  | P     | Sarah Hornschuch        |
| 2  | Germania (bandiera)  | D     | Karla Görlitz           |
| 3  | Germania (bandiera)  | D     | Nelly Juckel            |
| 5  | Germania (bandiera)  | D     | Svenja Paulsen          |
| 6  | Germania (bandiera)  | C     | Donika Grajqevci        |
| 7  | Germania (bandiera)  | A     | Isabelle Knipp          |
| 8  | Germania (bandiera)  | C     | Vanessa Fudalla         |
| 9  | Germania (bandiera)  | A     | Jalila Dalaf            |
| 10 | Germania (bandiera)  | C     | Merza Julević           |
| 11 | Germania (bandiera)  | A     | Leonie Kreil            |
| 12 | Rep. Ceca (bandiera) | D     | Jana Sedláčková         |
| 13 | Germania (bandiera)  | C     | Julia Arnold (capitano) |
| 14 | Germania (bandiera)  | C     | Anja Heuschkel          |

| N. |                      | Ruolo | Calciatrice        |
| -- | -------------------- | ----- | ------------------ |
| 15 | Canada (bandiera)    | C     | Julie Karn         |
| 16 | Germania (bandiera)  | C     | Pia Große          |
| 17 | Germania (bandiera)  | D     | Lisa Seiler        |
| 18 | Germania (bandiera)  | C     | Annika Graser      |
| 19 | Germania (bandiera)  | A     | Christin Meyer     |
| 20 | Rep. Ceca (bandiera) | C     | Jitka Chlastáková  |
| 21 | Germania (bandiera)  | C     | Anna Weiß          |
| 22 | Germania (bandiera)  | C     | Any Adam           |
| 23 | Germania (bandiera)  | D     | Maren Tellenbröker |
| 24 | Germania (bandiera)  | P     | Laura Kiontke      |
| 26 | Germania (bandiera)  | D     | Tina Kremlitschka  |
| 31 | Germania (bandiera)  | P     | Inga Schuldt       |

### Staff tecnico
- Katja Greulich - Allenatore
- Steffen Beck - Allenatore in seconda
- Stephan Fleischhauer - Allenatore dei portieri
- Marco Grüßung - Massaggiatore
- Oliver Heck - Massaggiatore
- Joachim Zink - Medico sociale
- Saskia Schwarz - Team manager